# Stigmaphyllon selerianum
Stigmaphyllon selerianum är en tvåhjärtbladig växtart som beskrevs av Franz Josef Niedenzu. Stigmaphyllon selerianum ingår i släktet Stigmaphyllon och familjen Malpighiaceae. Inga underarter finns listade i Catalogue of Life.